# County Kerry
Kerry (irisch Ciarraí) ist ein County (Grafschaft) im Südwesten der Provinz Munster in der Republik Irland.
Der irische Name von Kerry leitet sich von Ciar ab. Dieser legendäre Ciar war ein Sohn von Fergus, dem König von Ulster. Die Nachfahren des Ciar haben der Legende nach diesen Teil von Munster besiedelt. Inoffiziell trägt Kerry auch den Beinamen The Kingdom (An Ríocht). Hauptstadt (County Town) ist Tralee.

## Geographie
Der landschaftliche Charakter von Kerry wird maßgeblich durch die Atlantikküste bestimmt. Sie ist geprägt von vielen Halbinseln, kleinen Buchten und vorgelagerten Inseln. Die wichtigsten Halbinseln sind die Dingle-Halbinsel, die Iveragh-Halbinsel und die aber größtenteils schon zu Cork gehörende Beara-Halbinsel. Zu den bedeutendsten vorgelagerten Inseln gehören die Blasket Islands, die Skelligs mit der größten Insel Skellig Michael sowie Valentia Island. In Kerry liegt der Carrantuohill, mit 1041 Metern der höchste Berg Irlands. Er ist Teil der Gebirgskette Macgillycuddy’s Reeks auf der Halbinsel Iveragh. Auch der 952 Meter hohe Mount Brandon nördlich von Dingle zählt zu den höchsten Bergen Irlands.

## Geschichte
Erste menschliche Spuren im Gebiet des Countys datieren in die Bronzezeit, um etwa 2500 v. Chr. Es ist aber klar, dass das Gebiet bereits früher besiedelt wurde. In den Bergen wurde bereits in vorchristlicher Zeit Bergbau betrieben. Ab dem 5. Jahrhundert breitete sich das Christentum nach Kerry aus. Für das 6. und 7. Jahrhundert sind ungefähr einhundert Klöster, Einsiedeleien und Bethäuser nachgewiesen. Viele dieser frühchristlichen Stätten sind noch als Ruinen erhalten. Zu den bekanntesten zählen die Insel Skellig Michael und die Klosterruinen von Ardfert und Kilmalkedar. Bevor das County-System zwischen dem 13. und 16. Jahrhundert begründet wurde, bestand Kerry aus Clanterritorien, den Tuaithe (sing. tuath). Im Altertum war das Gebiet unter den Clans Ciarraige, Corcu Duibne, Uí Cairpri Luachra und Éoganacht Locha Lein aufgeteilt. Im frühen Mittelalter existierten Kleinkönigreiche, die unter der Oberhoheit des Königreichs Munster mit Sitz in Cashel im County Tipperary standen. Nachdem die Anglonormannen im späten 12. Jahrhundert angekommen waren, hielten die O’Connors das nördliche Kerry, die O’Moriaritys die Mitte und die O’Sullivans, O’Donoghues und O’Mahonies den Süden. Die O’Falvays und O’Sheas kontrollierten die Iveragh- und die Dingle-Halbinsel.
Im frühen 13. Jahrhundert errichtete die normannische Familie Fitzgerald, die Earls of Desmond, im Gebiet von Castleisland und Tralee befestigte Stützpunkte, wie das Carrigafoyle Castle. Sie brachten englische Siedler nach Kerry. Bis zum Ende des 16. Jahrhunderts behielten die Desmonds eine gewisse Unabhängigkeit. Sie endete mit den Zentralisierungsbestrebungen der spätelisabethanischen Epoche. Nach vergeblichen Rebellionen verlor der letzte Earl of Desmond Leben und Land. Daraufhin wurde im Jahr 1606 das County in seinen heutigen Grenzen geschaffen. In den Kriegen des 17. Jahrhunderts verloren auch die letzten irischen Familien ihren politischen und wirtschaftlichen Einfluss. Ende des 18. Jahrhunderts begannen die irisch-katholischen Familien den politischen Kampf für ihre Gleichberechtigung. Der berühmteste Repräsentant dieses Kampfes war Daniel O’Connell, der von der Iveragh-Halbinsel stammt. Durch die große Hungersnot in den 1840er Jahren und die anschließenden Emigrationswellen verlor das County fast zwei Drittel seiner Bevölkerung. Während des 19. Jahrhunderts war Kerry eines der wenigen Rückzugsgebiete, in denen die irische Sprache, Literatur und Musik bewahrt wurden.

## Die Legende von Kerry
Laut der Legende, die im Groben wohl die chronologische Abfolge richtig wiedergibt, war der erste Clan, der sich um etwa 500 v. Chr. in Kerry ansiedelte, die Ciarraige, ein piktischer Stamm, der aus Sligo und Roscommon kam. Derselben Legende nach stammen sie allerdings von Ciar, dem Sohn der Königin Medb ab. Ciarraige bedeutet „Königtum derer von Ciar“. Sie errichteten ihren Hauptsitz in Castleisland. Trotz ihrer weitgehend autonomen Position zahlten die Ciarraige Tribut an den König von Munster, der in Cashel seinen Sitz hatte. Ein Unterclan der Ciarraige wurde zwischen 555 und 577 n. Chr. nach Connacht verbannt. Ähnliche Verbannungen erfolgten mehr als 1000 Jahre später durch Oliver Cromwell.
Die Firbolg kamen nach dieser Legende später als die Ciarraige in die Region. Die Gruppe, die sich in Nordkerry niederließ, wurde als der Corcu Duibne bekannt. Sie waren künstlerisch begabt und sollen für die Entwicklung der Ogham-Schrift verantwortlich sein. Oghamsteine standen einst auf der gesamten Dingle-Halbinsel. Einige Beispiele kann man noch vor Ort sehen: Ballintaggart, Tullygarran oder Chute Hall, Gallarus Oratory, Kilmalkedar-Kirche und Ratass.
Die Corcu Duibne hatten auch beeindruckende architektonische Fähigkeiten. Sie bauten die spektakulären Promontory Forts Caherconree und Dunbeg Fort. Die Milesier waren die dritte Gruppe, die sich in der Region ansiedelte. Nach der Legende sollen sie Irland etwa 100 v. Chr. erobert haben. Die letzte geschichtlich belegte Zuwanderung erfolgte indes 2500 v. Chr. durch die Menschen der Glockenbecherkultur. Nach ihrer Landung bei Waterville fochten die Milesier mehrere Schlachten gegen die mythischen Túatha Dé Danann, die ihren Höhepunkt in der Schlacht am Sliabh Mis fanden, die die Milesier gewannen. Ihre Königin Scota wurde getötet und in einem Tal oberhalb von Tralee bestattet. Das Gebiet ist heute als Glen Scota bekannt, und das Grab der Königin soll unter alten Steinen liegen.

## Wirtschaft
Kerrys Wirtschaft wird auch heute noch von der Landwirtschaft dominiert. Das Land wird dabei überwiegend als Weideland genutzt. Im Flachland zwischen Tralee und der Shannon-Mündung findet man vorwiegend Rinderzucht und Milchwirtschaft. Auf den bergigen Halbinseln und im Südwesten werden vornehmlich Schafe gezüchtet. Neben der Viehzucht spielt die Fischerei eine große Rolle. Der bei weitem wichtigste Fischereihafen ist Dingle. Daneben haben noch Castlegregory, Fenit und Valentia Island eine gewisse Bedeutung. In Kerry werden ungefähr 8 % des irischen Fischfangs an Land gebracht. In der Mündung des Kenmare River und der Tralee Bay wird in größerem Umfang die Zucht von Schalentieren betrieben.
Die wenigen Industriebetriebe des Countys konzentrieren sich in der Hauptstadt Tralee (ca. 23.000 Einwohner) sowie im etwa halb so großen Killarney. Das bekannteste Unternehmen mit Hauptsitz in Tralee ist die Kerry Group, einer der größten Produzenten von Lebensmitteln weltweit. Der in unmittelbarer Nähe des Tralee Institute of Technology neu geschaffene Kerry Technology Park in Tralee soll zukunftsträchtige Technologieunternehmen anlocken. Im Dezember 2023 wurde dem japanischen Pharmazieunternehmen Astellas die Genehmigung zur Errichtung eines großen Werkes dort erteilt; die Investitionskosten wurden vor Baubeginn, der im März 2024 erfolgte, mit mehr als 330 Mill. Euro angegeben.
Insgesamt gehört Kerry aber immer noch zu den ärmsten irischen Countys. Im Jahr 2003 betrug das durchschnittlich verfügbare Einkommen pro Person nur 86 % des Landesdurchschnitts. Dies bedeutet den vorletzten Platz unter allen Countys.
Jedoch profitierte auch Kerry vom unsteten irischen Wirtschaftsboom und insbesondere der stark gewachsene Tourismussektor spielt weiterhin eine bedeutende Rolle in der Wirtschaftskraft Kerrys.

## Politik
Die Sitzverteilung im Kerry County Council nach der Kommunalwahl im Juni 2024 ist:
| Partei       | Sitze |
| ------------ | ----- |
| Fianna Fáil  | 9     |
| Fine Gael    | 6     |
| Sinn Féin    | 4     |
| Labour Party | 2     |
| Unabhängige  | 12    |

Bei den Wahlen in das irische Parlament (Dáil Éireann) sendet Kerry fünf Abgeordnete dorthin; bei der Wahl 2024 gab es folgendes Ergebnis:

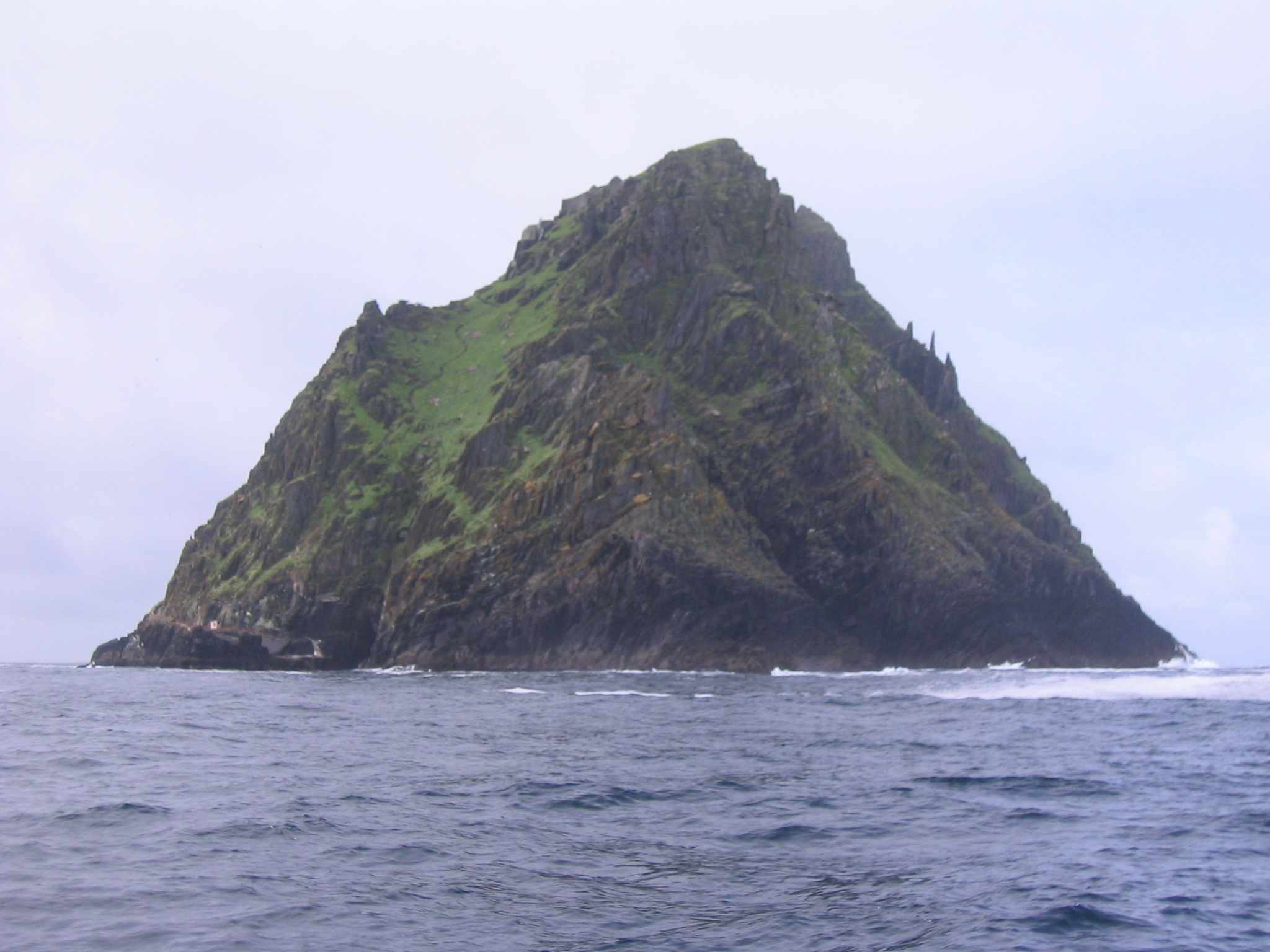
Skellig Michael

| Partei      | Sitze |
| ----------- | ----- |
| Fianna Fáil | 2     |
| Sinn Féin   | 1     |
| Unabhängige | 2     |

## Sehenswürdigkeiten

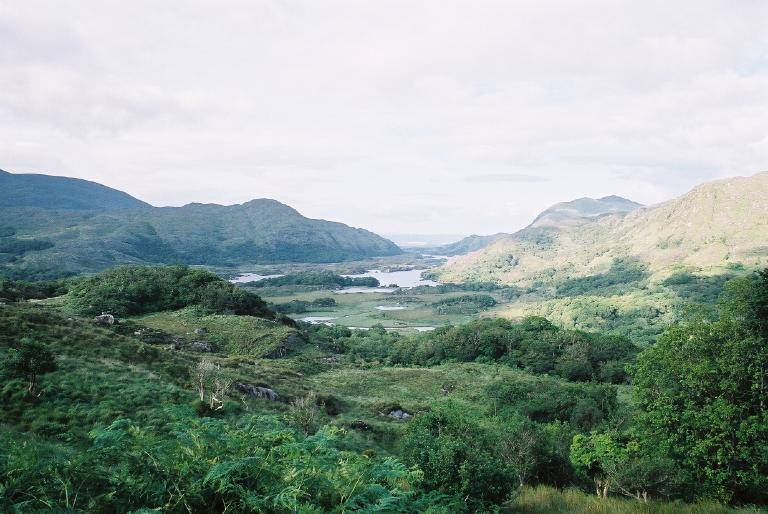
Ladies View

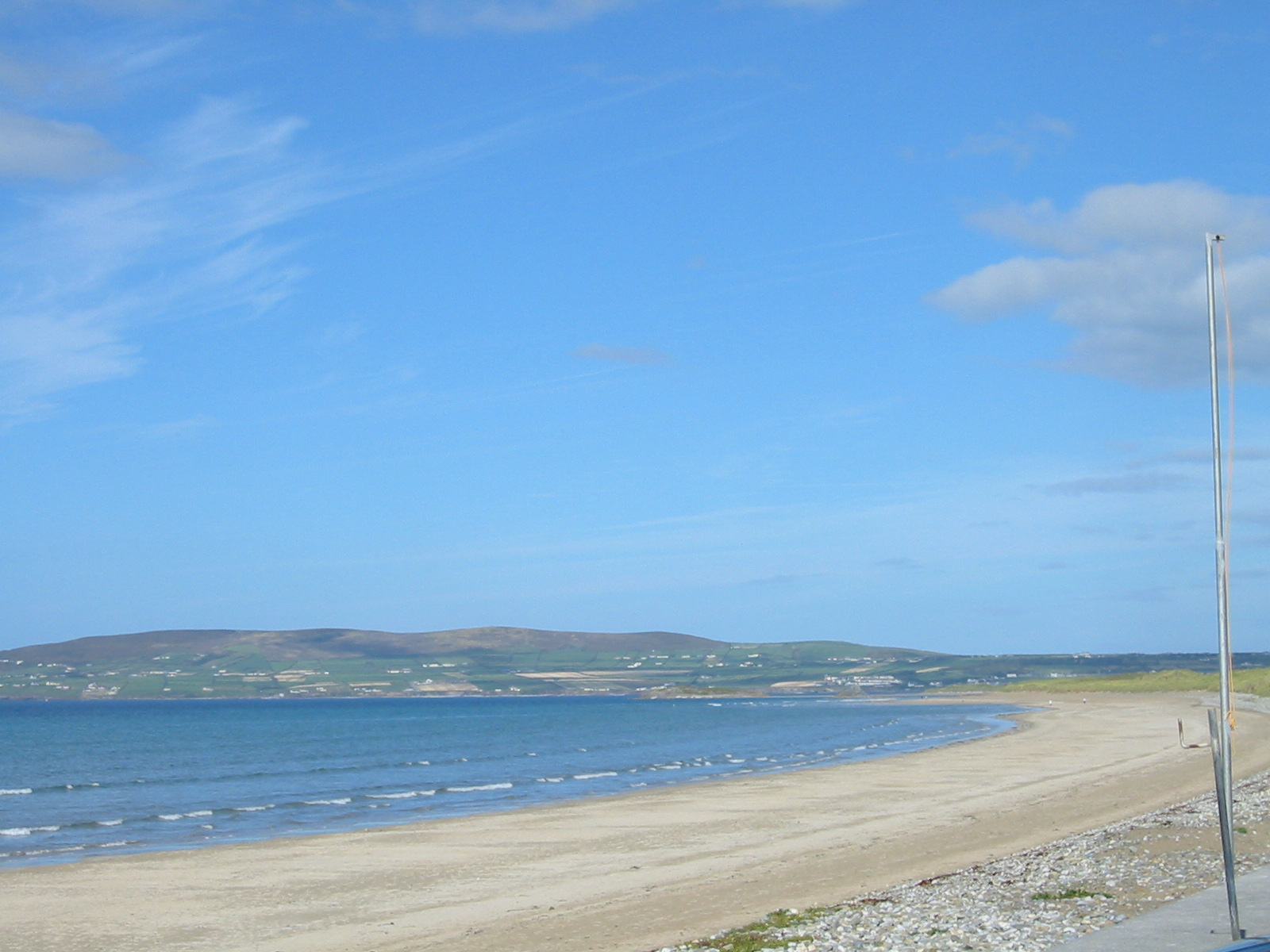
Einsamer Strand in Kerry

Die vielen Sehenswürdigkeiten machen Kerry zu einem der Hauptanziehungspunkte für Touristen in Irland. Killarney (Start des Kerry Way) ist ein Zentrum des irischen Fremdenverkehrs und hat nach Dublin die höchste Bettenanzahl im Land. Zu den wichtigsten Sehenswürdigkeiten zählen:
- vorzeitliche Denkmäler (Cahergal, Caherconree, Cahermore, Cashelkeelty, Cathair an Lóthair, Cathair Crobh Dearg, Coom, Dromagorteen, Dunbeg Fort, Eightercua, Kenmare, Leacanabuaile, der Steinkreis Lissyviggeen, Loher Fort und Staigue Fort),
- diverse Bienenkorbhütten, Castles, Forts, Hochkreuze, Kirchen und Klöster (Kilmalkedar, Raingiléis und Reask), Menhire, (Ballineetig) Oghamsteine, Rundtürme, Felsritzungen (Derrynablaha) und Souterrains,
- die Dingle-Halbinsel mit dem Connor Pass und Inch-Beach
- die Iveragh-Halbinsel mit dem Ring of Kerry und den McGillycuddy's Reeks, Irlands höchsten Bergen,
- der Killarney-Nationalpark beherbergt die ältesten Eichenwälder Irlands,
- der Derrynane National Historic Park,
- der Ring of Beara, der kleinere Bruder des Ring of Kerry,
- Skellig Michael ist wegen seines mittelalterlichen Klosters ein von der UNESCO anerkanntes Weltkulturerbe,
- die Crag Cave,
- die Blasket Islands, Ross Island, Beginish Island
- das Promontory Fort Binn na bPórt,
- das Gallarus Oratory, Ballymorereagh

## Verkehr
Die beiden wichtigsten Straßenverbindungen von und nach Kerry sind die N21 von Limerick und die N22 von Cork. Sie enden beide in Tralee. Die N70, größtenteils identisch mit der bekannten Küstenstraße Ring of Kerry, umrundet von Kenmare aus die Iveragh-Halbinsel und führt über Killorglin nach Cork. Über die N71 führt eine Verbindung von Killarney nach West-Cork. Die N72 ist eine Querverbindung von Killorglin über Killarney in den Norden von Cork. Die Busverbindungen zwischen den größeren Ortschaften werden von Bus Éireann betrieben; dabei sind Killarney und Tralee zentrale Umsteigepunkte.
Von dem einst beträchtlichen Bahnnetz in Kerry ist nur noch die Strecke von Tralee über Killarney nach Mallow im County Cork geblieben. Von dort bestehen Anschlussmöglichkeiten nach Dublin und Cork. Die restlichen Verbindungen wurden zwischen 1950 und 1970 stillgelegt. So gab es früher auch Bahnverbindungen von Tralee über Listowel nach Limerick oder von Farranfore nach Valentia. Die Dingle-Halbinsel war mit einer Schmalspurbahn an das Bahnnetz angeschlossen. Ein kleines Teilstück dieser Strecke zwischen Tralee und Blennerville wurde noch bis ca. 2010 für Touristen betrieben.
Seit 1989 ist die Grafschaft Kerry auch über den Flughafen Kerry (IATA-Code „KIR“) erreichbar, der 20 Kilometer nördlich von Killarney bei Farranfore liegt. Aus Deutschland gibt es mehrmals wöchentlich Flüge vom Flughafen Hahn mit Ryanair, die Verbindung mit Berlin wurde zwischenzeitlich eingestellt. Weitere Ziele sind London Luton, London Stansted, Dublin, Alicante und Faro.
Von Tarbert, an der N69 von Tralee nach Limerick, gibt es eine Fährverbindung über den Shannon nach Killimer im County Clare. Sie erspart den ungefähr 140 Kilometer langen Umweg über Limerick.